# Jeroen Truyen
Jeroen Truyen (* 1991 in Weert) ist ein niederländischer Jazz- und Fusionmusiker (Schlagzeug, Komposition).

## Leben und Wirken
Truyen wuchs in einer Musikerfamilie auf. Im Alter von sechs Jahren begann er mit dem Schlagzeug; er erhielt Unterricht bei dem Jazz-Schlagzeuger Geert Roelofs. Ab 2011 studierte er Jazz-Schlagzeug und Perkussion am Konservatorium von Maastricht, wo er 2016 seinen Bachelor machte. 2014 zog er nach New York City, um an der New School for Jazz and Contemporary Music bei Reggie Workman, Gregory Hutchinson, John Riley und Kendrick Scott ein weiteres Studium (2016) zu absolvieren. Außerdem trat er in Clubs und Spielstätten wie der Rockwood Music Hall, dem Smoke Jazz Club und dem Smalls Jazz Club auf. 
Nach seiner Rückkehr nach Europa gewann Truyen mit der Sara Decker Group den European Jazz Award Italy (2015); er ist auch an Deckers Album Poetryfied (2020) beteiligt. Weiterhin arbeitete er mit Kike Perdomo, mit Djamel Laroussi und in der kollaborativen Band Himoya. Außerdem ist er auf Alben von Oker Group, Soullab, Frida, Julia Ehninger und Julia Kriegsmann zu hören.

## Diskographische Hinweise
- Kike Perdomo Roots (Rico 2015, mit George Dulin, Joseph Lepore sowie Josh Dion, Octavio Hernández, Audun Waage, Yossi Itskovich, Valentina Perdomo)
- Sara Decker Poetryfied (amc records 2020, mit Billy Test, Nicolai Amrehn sowie Heidi Bayer, Stefan Karl Schmid,)
- Himoya: Himoya (Berthold Records 2022, mit Julia Ehninger, Jonathan Hofmeister und Nicolai Amrehn)